# Palpigradi
Palpigradele (palpus - palp; grade - mers) sunt arahnide extrem de mici și viețuitoare fragile, cu un flagel lung multisegmentat, care este frecvent rupt în timpul colectării sau la manipularea cu speciile conservate. Cel mai mare este Eukoenenia draco – 2,8 mm lungime, lungimea medie este cuprinsă între 1 – 2 mm. Corpul palpigradelor este împărțit în două tagme: prosomă (cefalotorace) și opistosomă (abdomen). Tegumentul este moale, în regiunea opistosomei – neseg-mentat. Culoarea palpigradelor variază da la alb la galben. Palpigradele sunt considerate a fi higrofile, fotofobice și locuitoare ale solului sau troglobite.
Palpigradele se aseamănă destul de mult cu telifonidele, de care se deosebesc prin talie și prin câteva trăsături morfologice.

## Morfologie externă

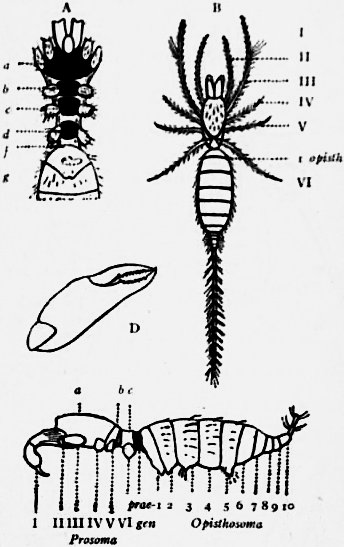
Morfologia externă a Eukoenenia mirabilis:
A – Vedere ventrală a prosomei și a regiunii anterioare a opistosomei: literele indică plăcile chitinoase care acoperă tegumentul: a și b - prosternite; c - mezosternit; d - metasterniti; f - segmentul pregenital; g - sternitul segmentului genital (primul segment opistosomal).
B – Vedere dorsală: cifrele romane I-VI indică apendicele prosomice (pedipalpi, chelicere, picioare).
C – Vedere laterală: I-VI - apendicele prosomice; a - propeltidiu, b - mezopeltidiu, c - metapeltidiu, 1-10 segmentele opistosomei.
D – Chelicer

Ca și toate arahnidele, palpigradele au corpul divizat în două regiuni: prosomă (cefalotorace) și opistosomă (abdomen), terminându-se cu un flagel.
Prosoma este formată din trei zone distincte. Prima – propeltidiu - este compusă din primele 4 segmente și așezată dorsal. Ultimele două sunt formate din două segmente mobile, se numesc mezopeltidiu și, respectiv, metapeltidiu. Un segment posterior prosomic este îngustat realizând conexiunea cu opistosoma, el se numește pețiol. Partea ventrală a prosomei este acoperită de pseudosclerite compacte. Pedipalpii și prima pereche de picioare se anexeză la un pseudosclerit comun, perechele II – III - Între zonele prodromale se găsesc fâșii de tegument moi neprotejat. În regiunea anterioară se află organul frontal constituit dintr-o pereche de perișori tactili parțial contopiți. La unele specii organul frontal se poate afla sub aparatul bucal. Alte zece perechi de perișori sunt situați pe propeltidiu.
La palpigrade aparatul bucal extern este constituit din labrum (sau buza superioară), labium (sau buza inferioară), orificiul bucal și chelicere. Orificiul bucal este situat între articolele bazale ale chelicerelor. Orificiul bucal este proeminent, în formă de trompă cu rol aspirator. Suprafața anterodorsală a labiumului prezintă numeroși cili. În plus, el mai conține multe celule glandulare (mucoase).
Chelicerele, relativ lungi, sunt formate din 3 articole și au chelă: două articolul fixe și articolul mobil. Ultimile două articole formează chela și posedă dinți. Chelicerele sunt folosite pentru apucarea și fărâmițarea prăzii.
Pedipalpii sunt alungiți au rol tactil și locomotor, sunt lipsiți de chelă. Ei sunt alcătuiți din 6 articole: coxă, trohanter, femur, patelă, tibie, tars. Pedipalpii se termin cu gheare tridactile. Ei sunt folosiți ca organe senzoriale cu rază de acțiune mică și pentru mers.
Membrele locomotoare posedă următoarele articole: coxă, trohanter, femur 1, femur 2, patelă, tibie, bazitars, un număr variabil de segmente tarsale și gheare. Prima pereche de picioare este alungită și servește la orientare. Celelalte trei sunt utilizate la locomoție. La majoritatea speciilor picioarele sunt înzestrate cu trihobotrii. Ghearele, de asemenea, sunt tridactile.
Opistosoma este alcătuită din 11 segmente, dintre care 8 formează mezosoma, iar ultimele 3 – metasoma, ultimul fiind ușor ridicat. Segmentele metasomei sunt mobile față de mezosomă. Aceste segmente se pot strânge ca un telescop. Părțile ventrale ale segmentelor opistosomei sunt inegale din cauza scurtării segmentului IX și alungirii segmentului X. Suprafața opistosomei poate fi acoperită cu trihibotrii. Metasoma este alungită și se termină cu un flagel lung și îngust, format din 15 articole lipsite de musculatură și prevăzute cu peri. Ventral, pe opistosoma masculilor se găsesc mici „mameloane”, posibil că acestea îndeplinesc rolul de hidroreceptori (recepționează umiditatea mediului). Musculatura opistosomei este compusă din mușchii oblici și dorsoventral.

## Anatomie
Sistemul nervos central constă dintr-un creier dorsal, relativ mare, și o masă ganglionară subesofagiană. De la masa ganglionară pornește lanțul nervos ventral alcătuit din trei ganglioni. Creierul este constituit din 3 regiuni: protcereborn, deutocerebron și tritocerebron. Ochii sunt absenți, totuși, tegumentul lor conține celule fotosensibile. Suprafața lor este bogată în trihobotrii – perișori ce recepționează vibrațiile solului, aerului, cât și variația temperaturii.
Sistemul circulator circulator este foarte simplu, format dintr-o inimă opistosomică cu 4 perechi osteole. Anterior inima se continuă cu aortă cefalică. Ajunsă la creier, aorta se ramifică într-o membrană vasculară perineurală care înconjoară creierul.
Respirația este executată de 3 perechi de plămâni (saci pulmonari), deosebiți de plămânii celorlalte arahnide pulmonate, deoarece acestea nu au lamele. Dar la majoritatea speciilor respirația se efectuează prin tegument, datorită dimensiunilor mici.

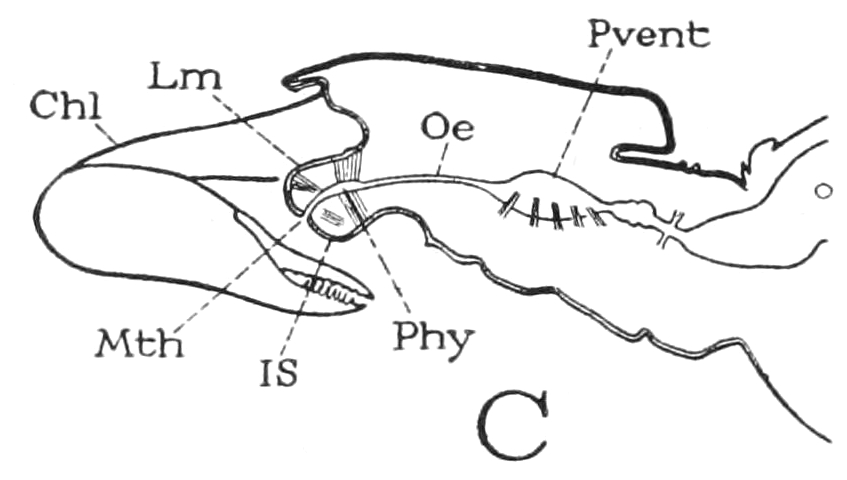
Structura prosomei (cefalotoracelui) cu elementele aparatul digestiv (orificiul buca, faringe, esofag, proventricul/stomac), Prokoenenia wheeleri

Tubului digestiv este format din orificiul bucal, faringe, esofag, intestin mediu, cecuri intestinali (o pereche în prosomă și 6 în opistosomă), intestin posterior și anus. Digestia începe extrabucal, injectând preventiv, fermenți în pradă.
Excreția este realizată de glandele coxale, și de unele celule din intestin.
Sistemul sexual masculin cuprinde testicule contopite, spermiduct, vezică seminală și orificiul genital. Cel feminin include două ovare, două oviducte care se unesc în uter.

## Reproducere
Împerecherea are loc în sezonul umed și rece. Masculii se întâlnesc mai rar decât femele. Din cele 78 de specii cunoscute, masculii au fost descoperiți numai pentru 41 specii. Există ipoteze rezonabile de partenogeneză în anumite populații de palpigrade. Raportul dintre masculi și femele de Eukoenenia mirabilis este de 9 la 23, în Grecia, și 42 la 52 femei, în Africa de Nord.
Reproducerea sexuată implică depunerea unui spermatofor de către masculi. Femelele produc un număr mic de ouă. Dezvoltarea postembrionară se face prin câteva etape. În primele faze de dezvoltarea determinarea sexelor este imposibilă. Ciclul de dezvoltare ar putea include următoarele stadii: prelarvă, larvă, protonimfă, deutonimfă, tritonimfă și adulți. Însă, stadiul prelarval nu a fost demonstrat.

## Ecologie

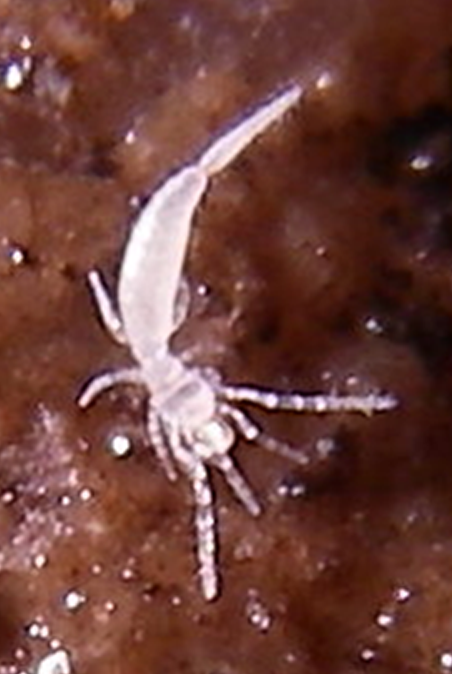
Leptokoenenia pelada

Majoritatea palpigradelor sunt artropode terestre, care populează spațiile dintre particule de sol, litiera pădurilor. Ele preferă habitatele cu un regim termic și hidric constant. În sezonul ploios, ele ies la suprafață. Palpigradele nu se scufund în apă, fiindcă cuticula este hidrofobă. Multe specii se întâlnesc în peșteri. În timpul secetelor ei preferă să se afunde în sol, până ajung la apă. Chiar dacă toate speciile sunt terestre, una totuși s-a dovedit a fi secundar acvatică – Leptokoenenia scurra . Pe teritoriul României, habitează în peșterile din munții Carpați.
Modul de nutriție al palpigradelor nu este pe deplin cunoscut. Forma alungită a orificiul bucal, ne permite să presupunem că aceste arahnide consum hrană predigerată, apoi este aspirată cu ajutorul musculaturii faringiene. Se presupune că vânează unii acarieni, larve ale insectelor s.a. Chiar dacă nu au ochi, ei sunt sensibil la lumină (lucifuge).

## Sistematică și răspândire
Anterior palpigradele au fost incluși în ordinul Thelyphonida (Uropygi), ca subordinul Microuropygi. În prezent, Palpigradi este un ordin independent cuprinde 2 familii, 6 genuri cu peste 80 de specii. Palpigradele se găsesc în zonele cu climă tropicală și temperată din Europa de Sud, Africa, Asia de Sud-Est, America și Australia. În România se întâlnesc circa 4 specii cavernicole, dintre care 2 sunt endemice (Eukoenenia austriaca; E. condei; E. margaretae; E. mirabilis; E. subangusta). Palpigradele au fost găsite și pe unele insule din Oceanul Atlantic și din Marea Mediterană: Azore, Canare, Baleare, Creta etc.
Suprafamilia Eukoenenioidea:
- Familia Eukoeneniidae:

- Gen Allokoenenia (Silvestri,1913);
- Gen Eukoenenia (Börner,1901);
- Gen Koeneniodes (Silvestri,1913);
- Gen Leptokoenenia (Condé, 1965).

- Familia Prokoeneniidae:

- Gen Prokoenenia (Börner,1901);
- Gen Triadokoenenia (Condé,1991).

### Fosile
S-au descoperit numai 2 specii fosile cu o sistematică incertă. Probabil, pot fi grupata într-o familie distinctă – Paleokoenenia. Cea mai veche fosilă, Electrokoenenia yaksha, datează din Cenomanian (Jurasicul Superior) și a fost descoperită în chihlimbar de Myanmar. A două specie - Paleokoenenia mordax – a fost găsită în Arizona (SUA) în 1980, datează din Neogen.